# جمال بلحسني
جمال بلحسني هو رياضي مغربي وبطل عالمي في رياضة الجيت سكي حيث أنه أحرز الميدالية الفضية في بطولة العالم لهذه الرياضة سنة 2008 المقامة ب الولايات المتحدة الأمريكية وبذلك يصبح أول إفريقي وعربي يحرز ميدالية في هاته الرياضة.